# Ян Миколай Радзивілл
Ян Миколай Радзиві́лл (лит. Jonas Mikalojus Radvila, пол. Jan Mikołaj Radziwiłł, *17 травня 1681 — †20 січня 1729) — князь, державний діяч Великого князівства Литовського в Речі Посполитій. Шостий ординат Клецька. Є автором щоденника, де описано події 1704—1710 років.

## Життєпис
Походив з литовського магнатського роду Радзивіллів, гілки Несвізької. Старший син Домініка Миколая Радзивілла, підканцлера литовського, і Анни Маріанни Полубинської. Народився 1681 року. Навчався в Несвізькому єзуїтському колегіумі. Водночас брав участь в політичному житті Речі Посполитої. У 14 років був старостою лідським, а в 1696 — послом (депутатом) Новогрудського воєводства на конвакційний сейм. 1697 року після смерті батька успадкував Клецьку ординацію. 1699 року стає крайчим великим литовським.
Після закінчення навчання здійснив закордонну поїздку Німеччиною, Францією, Іспанією, Голландією. У 1701 році в Паризькому парламенті виступив з протестом проти обрання королем Пруссії Фрідріха I, який, не дивлячись на це, брав участь у його весіллі. Був опікуном молодших братів Міхала Антонія і Миколи Фаустина. Намагався поліпшити фінансові й майнові справи за допомогою одруження з дочкою і єдиною спадкоємицею великого підскарбія коронного Яна Єжи Пшебендовського. 1703 року отримує староства юрборське і судовське.
Весілля відбулося в 1704 році в Берліні в присутності прусського короля. Ян Миколай Радзивілл отримав як посаг близько 600 тис. злотих. Однак ці кошти не допомогли розрахуватися з боргами. Того ж року обирається представником Новогрудського воєводства до Сандомирської конфедерації. Брав участь у війні проти шведів на боці короля Августа II. 1707 року призначається каштеляном віленським. Отримав орден Білого Орла. 1709 року стає воєводою новогрудським. Оскільки під час Північної війни Клецька було зруйновано резиденцію тимчасово переніс до маєтку Чернавчиці біля Берестя.
1714 року його шлюб розпався, дружина втекла від Яна Миколая до родичів. Однією з причин стала смерть сина Юзефа Ольбрахта, в якій Генрієта Дорота звинувачувала Радзивілла: той начебто бив її під час вагітності. У 1718 році вона змогла домогтися папської згоди на розлучення.
Помер 1729 року. Усі володіння успадкував син Мартин Миколай.

## Родина
Дружина — Генрієта Дорота, донька великого підскарбія коронного Яна Єжи Пшебендовського.
Діти:
- Мартин Миколай (1705—1782), крайчий великий литовський
- Юзеф Ольбрахт
- Анна Малгожата